# Omair Ahmad
Omair Ahmad, (* 1974 in Aligarh) ist ein indischer Politikberater, Journalist und Schriftsteller.

## Leben
Er ist aufgewachsen in Gorakhpur im nordindischen Bundesstaat Uttar Pradesh. Literatur spielte in Omair Ahmads Familie eine große Rolle. Der Sohn eines Ingenieurs wuchs in Indien und Saudi-Arabien auf und besuchte dort die Schule der amerikanischen Botschaft. Nach seiner Rückkehr nach Indien machte er einen B.A.-Abschluss mit naturwissenschaftlichem Schwerpunkt. Zudem erhielt er einen jährlich vergebenen Literaturpreis. Anschließend studierte er Internationale Politik mit dem Schwerpunkt Kaschmir an der Jawaharlal Nehru University in Neu-Delhi und der Syracuse University in New York. Er lebt in Neu-Delhi.

## Literarisches Schaffen
Omair Ahmads erster Roman, Encounters, wurde 2007 veröffentlicht. Gegenstand des Romans ist die Radikalisierung der Mittelschichtsjugend.
Sein zweites Werk, The Storyteller’s Tale, erschien 2009 und wurde in Indien und dann auch international ein Erfolg. Es entstand in Anlehnung an die mündliche Erzähltradition Indiens. Die Novelle handelt von einem heimatlosen Geschichtenerzähler, der auf der Flucht im Zuge der Zerstörung Delhis Mitte des 18. Jahrhunderts Unterschlupf bei einer jungen Fürstin findet und mit ihr Geschichten austauscht. 2011 erschien die deutsche Übersetzung von Anne Breubeck unter dem Titel Der Geschichtenerzähler.
2010 erschien der Roman Jimmy the Terrorist. Dieser beschreibt rückblickend die Lebensgeschichte und Radikalisierung eines jungen Muslims in der fiktiven nordindischen Kleinstadt Moazzamabad in den 1960er Jahren. Jamaal, der sich im Laufe des Romans zu Jimmy entwickelt, erfährt Provokationen und Demütigungen durch Hindus in seiner Umgebung. Eines Tages verliert er die Beherrschung und begeht eine Gewalttat. Die Stadt wird daraufhin vom Medieninteresse überwältigt.

## Publikationen
- 2007 Encounters (Tara Press, Neu-Delhi)
- 2009 The Storyteller’s Tale (Viking)
- 2010 Jimmy the Terrorist (Hamish Hamilton / Penguin Books India, Neu-Delhi)

## In deutscher Übersetzung
- 2011 Der Geschichtenerzähler (Draupadi Verlag, Heidelberg)
- 2012 Jimmy der Terrorist (Draupadi Verlag, Heidelberg)

## Auszeichnungen
- 2009 Shortlisted für den Man Asian Literary Prize für das Manuskript von Jimmy the Terrorist[8]
- 2010 Gewinner des Vodafone Crossword Book Award in der Kategorie English Fiction für den Roman Jimmy the Terrorist[9]
- 2011 Einladung zum Internationalen Literaturfestival Berlin[10]
- 2012 Longlisted für den DSC Prize for South Asian Literature für Jimmy the Terrorist[11]